# Dimítris Panayiotátos
Dimítris Panayiotátos (grec moderne : Δημήτρης Παναγιωτάτος) est un réalisateur grec. Il a également été scénariste, acteur ou producteur de certains de ses films.

## Filmographie partielle
- 1977 : L'Usine du vampire coréalisé avec Denis Lévy
- 1986 : La Nuit avec Silena
- 1990 : Erastes sti mihani tou hronou (Lovers Beyond Time)
- 1998 : Monaxia mou, ola... (Loneliness Everywhere, Loneliness Nowhere)
- 2003 : La Troisième Nuit